# Ponderacris peruvianus
Ponderacris peruvianus är en insektsart som först beskrevs av Carl Stål 1878.  Ponderacris peruvianus ingår i släktet Ponderacris och familjen gräshoppor. Inga underarter finns listade i Catalogue of Life.